# Calula
Pour les articles homonymes, voir Alula.
Alula, (somali : Caluula, arabe: علولة) est une ville somalienne de l'État du Puntland. Située à l'extrémité de la corne de l'Afrique, la ville compterait environ 40 000 habitants bien qu'il soit très difficile de faire, ne serait-ce que des approximations, tant le Puntland est coupé du monde du fait des guerres et de la pauvreté ravageant cette région séparatiste.

## Économie
Les principales activités économiques de la ville sont la pêche, la piraterie et les pillages commis par les miliciens natifs de la ville qui leur permettent de rapporter diverses denrées. 

## Géographie
Calula est située au niveau du Cap Gardafui, au sud-ouest de l'archipel de Socotra appartenant à la République du Yémen et au sud-est de la ville d'Aden. La proximité avec le Yémen a déjà permis à des milliers de somaliens originaires de Calula et des villes environnantes de migrer vers ce pays dans le but de fuir la guerre et de trouver une vie meilleure, ce qui n'est malheureusement pas évident, du fait de l'extrême pauvreté ravageant aussi le Yémen et de la présence du Golfe d'Aden, bras de mer dangereux séparant les deux pays.

## Histoire
La ville fut fondée dans la fin des années 1920. En 1930, selon les données de l'encyclopédie Espasa, elle comptait environ 500 habitants. Dans les années 1970, la ville, comme le reste de la Somalie connut une période d'apogée avant d'être détruite par les guerres des années 1980 à nos jours.

## Climat
| Mois                              | jan. | fév. | mars | avril | mai  | juin | jui. | août | sep. | oct. | nov. | déc. |
| --------------------------------- | ---- | ---- | ---- | ----- | ---- | ---- | ---- | ---- | ---- | ---- | ---- | ---- |
| Température minimale moyenne (°C) | 19,5 | 20,1 | 21   | 22,5  | 23,7 | 24,8 | 23,9 | 23,6 | 22,9 | 21,3 | 20,4 | 20,2 |
| Température moyenne (°C)          | 25,6 | 24,7 | 26   | 27,6  | 29,3 | 30   | 28,8 | 28,7 | 28   | 26,5 | 25,3 | 24,8 |
| Température maximale moyenne (°C) | 31,8 | 29,3 | 31   | 32,7  | 35   | 35,3 | 33,7 | 33,8 | 33,2 | 31,8 | 30,3 | 29,4 |
| Précipitations (mm)               | 1    | 0    | 0    | 3     | 0    | 0    | 0    | 0    | 0    | 1    | 8    | 2    |

| Diagramme climatique                                  |           |       |           |         |           |           |           |           |           |           |           |
| J                                                     | F         | M     | A         | M       | J         | J         | A         | S         | O         | N         | D         |
| 31,819,51                                             | 29,320,10 | 31210 | 32,722,53 | 3523,70 | 35,324,80 | 33,723,90 | 33,823,60 | 33,222,90 | 31,821,31 | 30,320,48 | 29,420,22 |
| Moyennes : • Temp. maxi et mini °C • Précipitation mm |           |       |           |         |           |           |           |           |           |           |           |